# Hinterbach (Oberzent)
Hinterbach ist seit dem 1. Januar 2018 ein Stadtteil von Oberzent im südhessischen Odenwaldkreis.

## Geographische Lage
Der Ort liegt in der Gemarkung von Finkenbach und zieht sich, von Wald umgeben, im mittleren Teil des Buntsandstein-Odenwalds im Geo-Naturpark Bergstraße-Odenwald als Straßendorf im Tal des Hinterbachs, dem rechten Quellbach des Finkenbachs, entlang. Durch den Ort verläuft die Kreisstraße 37.
Nordwestlich des Ortes liegt Raubach, nördlich das Kulturdenkmal Forsthaus Saubuche, südöstlich liegt Finkenbach. Östlich (eine namenlose Höhe bei 430 m ü. NN) und westlich und südlich (mit dem Wetterberg bei 386,8 m ü. NN) reichen größere Waldgebiete bis an den Ort heran.

## Geschichte
Bekanntermaßen erstmals urkundlich erwähnt wurde das Gebiet im Jahre 1364 als Besitz der Schenken von Erbach. Die Erwähnung erfolgte unter dem Namen Hindernbach (1364) und Hinderbach (1509), als ein Jagdbezirk eingerichtet wird und an Kurpfalz, den Herren der Schenken von Erbach, gegeben wurde, aber schon 1513 an diese zurückkam. Der Weiler selbst wird als Ansiedlung erst Mitte des 18. Jahrhunderts durch den Zweig der Grafen zu Erbach-Fürstenau gegründet. 1787 kommt das Gebiet zum Amt Freienstein, das Amt 1806 an das Großherzogtum Hessen. 1829 werden 15 Häuser mit 118 Einwohnern ausgewiesen. Ohne eigene Gemarkung wurde der Weiler stets als Filial der ehemals selbständigen Gemeinde Ober-Finkenbach angesehen.
Am 1. Juli 1949 wurden Ober- und Unter-Finkenbach zu Finkenbach zusammengeschlossen.
Hinterbach kam am 1. Juli 1971 im Zuge der Gebietsreform in Hessen mit dem Hauptort Finkenbach zur Gemeinde Rothenberg und wurde zum 1. Januar 2018 Stadtteil der neuen Stadt Oberzent.
Für die Orte Hinterbach, Raubach und Finkenbach wurde ein gemeinsamer Ortsbezirk mit Ortsbeirat und Ortsvorsteher nach der Hessischen Gemeindeordnung gebildet.  Dieser Ortsbezirk umfasst die Gemarkungen Finkenbach und Raubach.
Beim Zensus 2011 wurden für Hinterbach 78 Einwohner gezählt.
Der Ort hatte zu Jahresbeginn 2018 29 Häuser mit 75 Einwohnern und wurde am 10. Februar 2018 als Dolles Dorf im Hessenfernsehen vorgestellt.

## Kultur und Sehenswürdigkeiten
Ein älterer hydraulischer Widder ist in Hinterbach noch in Benutzung und als einziges hessisches Kulturdenkmal des Stadtteils eingestuft, der Widder in der Brunnenstraße. (Siehe auch Liste der Kulturdenkmäler in Oberzent)
Neben einem Kneipp-Becken existiert der sogenannte Kohlenmeilerplatz, auf dem alle zwei Jahre im Juli ein mehrtägiges Fest stattfindet, bei dem ein Kohlenmeiler nach alter Sitte angefahren wird. Der vorbeifließende Hinterbach mit Quellgebiet bei Olfen wird im Durchflußgebiet des Ortes von mehreren weiteren Quellen gespeist, die für die Befüllung des Finkenbachquelle Mineralwassers genutzt werden und mehrere Arbeitsplätze garantieren.